# Il nipote del mago
Il nipote del mago (The Magician's Nephew) è un romanzo fantasy per ragazzi dell'autore britannico C. S. Lewis ambientato nell'universo immaginario delle Cronache di Narnia. Pubblicato nel 1955, quando già altri cinque della serie delle Cronache di Narnia avevano visto la luce (il primo, Il leone, la strega e l'armadio, era stato pubblicato nel 1950), esso è il primo di tutti secondo la cronologia interna della saga, seguito da Il leone, la strega e l'armadio. Vari riferimenti a quest'ultimo sono contenuti nel Nipote del mago, che ne è il prequel, in particolare il protagonista Digory appare nel Leone, la strega e l'armadio come prof. Kirke. In più si spiegano le origini dell'Armadio guardaroba e del lampione che sorge a Narnia presso la caverna del sig.Tumnus.

## Storia editoriale

### Concezione
Lewis inizialmente non aveva intenzione di creare una vasta saga, dopo che uscì Il leone, la strega e l'armadio. Quando però gli furono poste domande sulla trama di quel libro (in particolare come mai in mezzo ad una foresta innevata sorgesse un lampione), cominciò a ragionare sulle basi di quello che poi sarebbe diventato Il nipote del mago. Sembra però che il lavoro su questo libro sia stato per lui uno dei più impegnativi, visto che, dopo averlo iniziato nell'estate del 1949, giunse a conclusione solo nel 1954, dopo essere stato più volte interrotto. Lewis poi vi introdusse diversi particolari autobiografici, vi sono infatti delle somiglianze tra la sua infanzia e quella del protagonista Digory.

### IlLefay Fragment
Esiste una versione precedente de Il nipote del mago, denominata Lefay Fragment, che Lewis però lasciò incompleta e non pubblicò mai. Viste anche le numerose differenze di stile dalle sue altre opere, l'autenticità dello scritto è stata messa in dubbio. Il titolo gli deriva da un personaggio che vi compare, la signora Lefay, presentata come fata madrina di Digory. Il suo nome a sua volta alluderebbe a Morgan Le Fay, un personaggio del ciclo arturiano. Fra le differenze di trama con l'opera finale, si segnala che nel Fragment non vi è distinzione tra animali parlanti e muti, è invece Digory che ha la capacità sovrannaturale di comunicarci, inoltre il ragazzo non abita con lo zio Andrew, bensì con una zia di nome Gertrude.

## Trama
Terra, anno 1900; Narnia, anno 0. Digory e la sua amica Polly sono due bambini che abitano a Londra, alla fine del XIX sec. I due, abitando in case comunicanti, si incontrano per caso un giorno d'estate e fanno amicizia. Tuttavia cadono in un tranello di Andrew, lo zio di Digory, che regala alla ragazzina un anello da lui stesso fabbricato, che la fa scomparire nel momento stesso in cui lo indossa. Allo sconcertato nipote Andrew spiega di praticare da tempo esperimenti di magia e che quell'anello, cosparso di una polvere che proviene da Atlantide, è uno strumento per trasferirsi in altri mondi, Polly quindi era per lui una cavia. Per riportarla indietro Digory non può far altro che seguire le istruzioni dello zio: indossa a sua volta un altro anello magico e ne porta con sé altri due di colore verde, con i quali potrà fare ritorno sulla Terra assieme a Polly.
Alla meta il ragazzino trova Polly nella Foresta di Mezzo, un misterioso bosco con numerosi stagni. I due dopo un po' si rendono conto che la foresta è un punto di contatto tra le varie realtà, che, sempre utilizzando gli anelli magici dello zio Andrew, si possono raggiungere attraverso gli stagni, che fungono da portali. Spinti dalla curiosità entrano in uno di questi mondi paralleli, Charn, ove trovano una terra spopolata e in rovina da lungo tempo. Contro il parere dell'amica, Digory suona una campana magica trovata sul posto e provoca il risveglio di una statua, la quale si presenta come Jadis, regina di Charn e potente maga. Costei secoli prima ingaggiò una guerra per il trono con la sorella e, pur di avere ragione di lei e dei suoi sostenitori, pronunciò la Parola deplorevole, un formidabile incantesimo che sterminò ogni forma di vita di quel mondo, ad eccezione di lei stessa. Digory e Polly cercano allora di fuggire da Charn e tornare sulla Terra, ma Jadis riesce a seguirli e, giunta a Londra, pretende la sottomissione dello zio Andrew (credendo erroneamente che lui sia un regnante di quella realtà) e del mondo intero. Nella confusione che segue Digory usa ancora gli anelli magici e trasferisce sé stesso, Polly, la strega, lo zio Andrew, nonché un ignaro cocchiere di nome Frank e il suo cavallo nella Foresta di Mezzo.
Da lì entrano tutti assieme in una realtà nascitura, dove assistono a come Aslan, un grande leone magico, crea con il suo canto un nuovo mondo, poi battezzato Narnia. Aslan popola questa nuova terra rigogliosa di creature fatate quali fauni e driadi e numerosi animali, a molti dei quali fa dono della parola. Fra questi ultimi viene a trovarsi anche Fragolino, il cavallo del cocchiere Frank, che pretenderà di chiamarsi da lì in poi Piumino. A Frank invece viene offerto il titolo di re, che lui accetta dopo essersi fatto raggiungere dalla moglie Helen. Ma in tanta armonia irrompe la strega Jadis, la quale attacca Aslan, ma poi si allontana quando comprende di non essere abbastanza forte da misurarsi con lui. Aslan allora, per proteggere Narnia dalle sue ambizioni, incarica Digory di portargli un frutto magico dal Giardino Segreto, sito ad ovest.
Portato a destinazione da Piumino (cui Aslan ha donato anche delle ali), il ragazzino trova il Giardino ed anche Jadis, la quale ha rubato e mangiato uno dei frutti magici ed esorta Digory a fare altrettanto, dimenticandosi del leone. Il ragazzino è tentato, avendo a casa la madre gravemente ammalata che di certo verrebbe guarita dalla magia del frutto, ma alla fine decide di tener fede all'incarico di Aslan e torna da lui. Questi pianta il frutto e fa nascere un albero magico, che in avvenire proteggerà Narnia dall'influsso malefico di Jadis. Spiega inoltre a Digory che la strega, rubando dal Giardino, ha effettivamente raggiunto l'immortalità che anelava, ma a prezzo di consumarsi progressivamente e inesorabilmente nel suo stesso odio, che un giorno la condurrà alla fine.
Infine, per ricompensare Digory, Aslan gli dona un frutto del nuovo albero, che il ragazzo, tornato con Polly e lo zio a Londra, fa mangiare alla madre, che subito guarisce. Il torsolo viene seppellito in giardino e ne nasce un'altra pianta, che però, tempo dopo, viene sradicata da una tempesta. Dal suo legno Digory si fa fabbricare un armadio, che poi trasferisce in una sua casa di campagna. È questo l'Armadio guardaroba che compare in Il leone, la strega e l'armadio, e Digory altri non è che il professor Kirke, che in quel libro ospita Peter, Edmund, Susan e Lucy Pevensie.

## Temi
Fin dalla pubblicazione de Il leone, la strega e l'armadio nel 1950, emerse che Lewis inseriva nelle sue opere messaggi e allegorie cristiane, riadattate in un contesto fantasy per ragazzi. In quel caso si trattava in particolare di Aslan, che nel sacrificare la sua vita per salvare Edmund e poi risorgere, evocava fortemente la morte e resurrezione di Gesù Cristo. L'autore in realtà sostenne che il suo scopo, nello scrivere le Cronache, non era stato specificamente quello di pubblicare racconti cristiani, ma che tali temi fossero sorti inconsciamente in lui mentre si trovava all'opera.
Comunque, in Il nipote del mago, le similitudini bibliche si ripresentano, questa volta collegate maggiormente con la storia della Genesi. Ritroviamo i temi della creazione, dell'innocenza primitiva, del peccato originale e della tentazione, con Aslan nel ruolo di Creatore (non si fa infatti riferimento alla misteriosa figura dell'Imperatore d'Oltremare, menzionato in Il leone, la strega e l'armadio come suo padre), il Giardino Segreto come immagine dell'Eden e Jadis nel ruolo del serpente che incoraggia l'Uomo (qui Digory) a ribellarsi e rubare il frutto proibito. Anche il Paradiso perduto di Milton, la leggenda del Giardino delle Esperidi e Il Silmarillion di J.R.R. Tolkien (autore che fu amico di Lewis) sembrano avere fortemente ispirato l'autore.
Altri messaggi ed allusioni, non propriamente religiosi, si possono rinvenire nell'opera. Lo zio Andrew, studioso cinico, incapace di vedere ciò che non comprende, rappresenta i limiti di una visione prettamente materialistica del mondo. Jadis, che si appella alla ragion di Stato per giustificare lo sterminio della sua terra, incarna il pensiero assolutista e le dittature del XX sec.

## Adattamento
Nel 2018 Netflix annuncia che ha acquisito i diritti di sfruttamento di Narnia e che ne avrebbe sviluppato contenuti. Nel luglio 2023 viene confermato che Greta Gerwig, regista di Piccole donne e Barbie, avrebbe scritto e diretto due film per Netflix.
Le riprese del primo film, che sarà basato sul primo libro in ordine cronologico Il nipote del mago, sono iniziate l'11 agosto 2025, con un uscita prevista al cinema per il 26 novembre 2026 e su Netflix per il mese seguente.